# Peder Hersleb
 Peder Hersleb (25. marts 1689 i Stod præstegård i Trondheim stift – 4. april 1757 i København) var biskop over Akershus stift i Norge 1730-1737 og biskop over Sjællands stift fra 1737 til sin død.

## Opvækst og uddannelse
Hans slægt lader sig føre tilbage til reformationstiden, da en korsbroder Jens i Viborg gik over til den lutherske lære, ægtede en forhenværende nonne og derefter blev
præst i Herslev og Viuf ved Kolding. Præstekaldet gik i en lang årrække i arv i slægten, uden at denne dog optog bynavnet som slægtnavn, og det er først en yngre linje, som udvandrede til Norge henimod midten af det 17. århundrede, der tog navnet Hersleb til minde om sin tidligere hjemstavn. Til denne linje hørte Peder Hersleb, der er søn af præsten Christopher Hersleb og Sophie Borch, en præstedatter fra Stod.
Han gik først i skole hjemme og mindedes endnu i sine senere år med taknemmelighed den religiøse påvirkning, han skyldte
sin fromme moder (død 1718). Senere kom han i Trondheim Skole, hvorfra han blev student 1703. Efter at have taget bakkalavrgraden (bachelor) 1704 deltog han i en række disputatser og blev til løn for sin store flid af
konsistoriet valgt til den første alumnus, elev, i det nylig oprettede Elers Kollegium (IV, 491).
1707 tog han teologisk eksamen og rejste derefter hjem og underviste sine yngre søskende. Samtidig hermed
øvede han sig i at prædike og katekisere, men da han ikke følte sig dygtig eller værdig nok til at
varetage en præstegerning, turde han ikke foreløbig tage nogen bestemmelse for livet, men gav dog sin fader det løfte, at han ikke før sit 30. år ville gøre noget valg, der kunne afskære ham fra at blive præst.
Han tænkte en tid på at vælge den juridiske bane og at fortsætte sine studier i udlandet. 1713 fulgte han en yngre broder til København, hvor han deltog i en disputats og udmærkede sig således, at konsistoriet tildelte ham magistergraden som æresgrad.

På forslag af kongelig konfessionarius
Peder Jespersen blev han 1714 udnævnt til feltpræst
og trængtes således meget imod sin vilje ind i
gejstlig virksomhed. Han fulgte derefter Kronprinsens
Regiment til Holsten og lå senere med forskellige
troppeafdelinger i Nordtyskland, hvor han overværede
Stralsunds erobring.

Medens han tjente som feltpræst,
fik han stor øvelse i at prædike på tysk, hvilket
blev af betydning for hans senere forfremmelse,
og han måtte ofte prædike for Frederik 4., der dengang
opholdt sig ved hæren.
1718 blev han uden ansøgning kaldet til præst i
Gunslev på Falster, men allerede samme år,
da kongen kom til Nykøbing, lod han ham prædike
for sig og udnævnte ham derefter til slotspræst
på Frederiksborg og sognepræst i Hillerød og
Herlev, skønt embedet ikke var ledigt. Formanden
måtte derfor forflyttes til et andet kald, og
Hersleb tiltrådte først embedet 1719.
Samme år ægtede han Bolette Hjort (død 1767), en slægtning og plejedatter
af konfessionarius Peder Jespersen. 

I de syv år, hvori han
virkede i denne stilling, måtte han ofte prædike for
de kongelige herskaber på Frederiksborg, Fredensborg
og Hirschholm, som oftest på tysk.

## Mødet med den tyske pietisme
Men 1725 blev han, atter meget imod sit ønske, forflyttet til
København som dansk hofprædikant, blev 1727 medlem
af missionskollegiet og meddirektør for Waisenhuset,
som han indviede i foråret 1728.

Kort efter fulgte
han kronprins Christian og kronprinsesse Sophie Magdalene
på en baderejse til Carlsbad. På
tilbagerejsen trådte de i forbindelse med flere af de såkaldte
«fromme Grevefamilier», også med grev Zinzendorf. Under nogle
dages ophold i det dengang berømte Halle besøgte de de store
pietistiske stiftelser, Waisenhuset og Pædagogiet, og mødtes med
grev Chr. E. Stolberg, der indbød dem til at lægge rejsen over
Wernigerode, hvor de dog kun opholdt sig en dag.
For Herslebs
religiøse udvikling har denne rejse vistnok haft stor betydning.
Han havde fået lejlighed til at se den tyske pietisme på
tilstrækkelig nært hold til at føle sig frastødt af den.

Den var allerede dengang udartet til separatisme og havde i de egne,
hvor den udfoldede sig under beskyttelse af det højere tyske
aristokrati, skruet sig ind i former, der truede med at lægge hele livet
i spændetrøje. Over for disse misvisninger måtte han med sin sunde,
praktiske sans og sin udprægede personlighed nødvendigvis tage
afstand.

## Biskop i Christiania 1730 og biskop over Sjællands stift 1737
Da Frederik 4. 1730 lå dødssyg i Odense, blev Hersleb kaldt
til ham og tjente ham på hans dødsleje. Dagen efter kongens
død, da Christian 6. besteg tronen, var det en af hans første
regeringshandlinger at afskedige biskop Bartholomæus Deichman i Christiania og udnævne Hersleb til hans efterfølger.

Denne modtog dog embedet under stor modstræben. Men kongen overvandt hans
betænkeligheder ved et magtsprog og forøgede hans årlige indtægter
med et personligt tillæg på 800 rigsdaler. Han blev dog endnu en tid
i Danmark, da han som Norges øverste biskop skulle deltage i
kroningen 6. juni 1731.
Hans virksomhed i det nye embede blev
af stor betydning for Den norske Kirke og fremkaldte en åndelig
vækkelse, som sporedes længe efter hans tid. I efteråret 1737
blev han kaldt tilbage til Danmark, hvor han 27. oktober udnævntes
til Sjællands biskop.
1738 indviede han Frue Kirke efter branden.
Samme år blev han optaget i generalkirkeinspektionskollegiet, blev
medlem af generaldirektionen for de fattiges væsen, deputeret for
de fransk-tyske reformerte menigheder og fik desuden mange
forskellige hverv, som stod i fjern forbindelse med hans gejstlige
stilling. Han indtrådte også i kommissionen for De lærde Skoler
og havde en væsentlig del i den nye skoleforordning 1739.

4. september 1747 salvede han Frederik 5. og Dronning Louise og fik rang med
konferensråder. På grund af svagelighed fik han 1748 sin svigersøn
biskop Ludvig Harboe  i Trondheim udnævnt til
sin medhjælper og efterfølger.

Hersleb døde 4. april 1757 og blev begravet i Holmens Kirkes Kapel.

## Vurdering af Hersleb som pietist
Hersleb må nærmest henregnes til de ældre pietister af August Hermann Franckes
og Philipp Jacob Speners skole, hvis forkærlighed for
filantropiske opgaver han delte. Men i hans prædikener sporer man
dog kun ringe påvirkning fra denne side, hvilket er så meget
mærkeligere, som hans vigtigste virksomhed dog falder i den
periode, hvor den pietistiske bevægelse nåede sin højeste blomstring
i Danmark. I en prædiken om «den Kraft, der er i Guds Ord»,
har han lejlighedsvis udtalt sig om prædikekunsten. 

«Det er», siger han, «Kunsten at prædike Guds Ord enfoldig og dog i sin
Kraft, Saligheds Vej i sin Sammenhæng, så enhver kan føle det
i sit Hjærte, at han har selv fundet det; at kunne tale fyndig om
Guds Riges Hemmelighed og det af Hjærtet, så det kan gaa til
Hjærterne, dertil fordres Følelse og Erfarenhed.»
Og denne kunst
forstod han selv at øve. For sin samtid stod han som et mønster
på veltalenhed. Suhm, der havde hørt ham, siger: «Hersleb besad
en ugemen legemlig Veltalenhed, så mig synes deri aldrig at have
set eller hørt hans Lige».

Trangen til at høre ham var så stor,
at skønt vagten for kirkedøren blev fordoblet, når han skulle
prædike, kunne den dog næppe holde den indstrømmende mængde
tilbage. Man bar også gerne over med, at han prædikede langt
ud over den fastsatte tid; thi det må tilføjes, at han havde ondt
ved at begrænse sig. Han kunne somme tider i ganske få
ord stille tanker og begreber klart og tydeligt frem, ofte med et
vid og lune, der mindede om hans store samtidige: Holberg.
Men til andre tider kunne han blive stående ved en lignelse, som
han førte ud i de mindste enkeltheder, indtil han endte i stor
uklarhed. Men en vækkende betydning må han have haft.
Derom vidnede breve til ham fra Tyskland, Trankebar og Batavia (Jakarta)
med tak for den opbyggelse, hans prædikener havde bragt.

Iblandt
disse må især fremhæves: «Livets Ord udi Dødens Stund» (1729),
«Prædikener over adskillige Søndags- og andre Texter» (1741),
«Offentlige Taler ved Kirke-, Bispe- og Præstevielser» («I ere
Jordens Salt») (1740-1756). En samling af hans opbyggelige taler
udkom på tysk i 12 Bind (1743-1757).

Iblandt hans Skrifter må også
nævnes: «Guds Børns daglige Adgang til Nådestolen» (1748),
en bønnebog, der endnu læses af almuen, især i Norge og Sverige.
Endnu må tilføjes, at Hersleb var en kundskabsrig mand, der fulgte
godt med sin tid. Han havde stor indsigt i fædrelandets historie
og opmuntrede til udgivelsen af historiske skrifter. Det skyldes
også ham, at mange gamle dokumenter fra præste- og kirkearkiver er blevet bevaret.
 Naturvidenskabelige skrifter læste
han med stor lyst. Han havde selv en naturaliesamling, og til
mønter havde han stort kendskab.

## Herslebs betydning som prædikant
Det er nødvendigt at fremhæve Herslebs betydning som prædikant,
fordi den alt for hurtig blev glemt.

Bastholm med sin
«gejstlige Talekunst» og hele den rationalistiske retning
fremtrådte så nær op efter hans tid, at han blev stillet i skygge
derved. Dersom man nu vil sammenstille Bastholms og Herslebs
prædikener, vil man, når spørgsmålet gælder kristelig inderlighed
og dybde, ikke være i tvivl om, til hvilken side vægtskålen må
synke.
Men på et andet område har Hersleb endnu større betydning.
Som praktisk embedsmand og som gejstlig tilsynsmand er han en
af de mest fremragende, som den dansk-norske kirke har at opvise.
Allerede kort efter, at han var bleven præst i Hillerød og Herlev,
sporer man en virksomhed af indgribende betydning. Hans forslag
til oprettelsen af en skole for bønderbørn i Herlev henledte
regeringens opmærksomhed på de uheldige skoleforhold på
landet og gav stødet til oprettelsen af de 240 skoler på
rytterdistrikterne, og hans plan om indretning af fattighuse på landet
fremkaldte oprettelsen af hospitalet i Hillerød, hvortil Frederik 4.
gav 24000 rigsdaler.
Men langt større betydning fik han i sin
virksomhed som biskop over Akershus stift, hvor han bragte
kirkevæsenet ind i en hel ny gænge og ved en vel gennemført
forretningsgang nødte sine embedsbrødre til en samvittighedsfuld
opfyldelse af deres embedspligter. Han fordrede katekisation i kirker
og skoler og gav selv en praktisk vejledning til dens gennemførelse.
Han drev stærkt på husbesøg, og konfirmationen var
indført i hans stift to år, førend den konglelige forordning om dens
indførelse udkom.
Han indgav også til regeringen et forslag
til en ritualforandring, nærmest med hensyn til skriftemål og
absolution. Han sørgede for oprettelsen af hospitaler, arbejdshuse,
enkekasser osv., og de stiftelser, der stod under hans tilsyn,
sikrede han ved nye fundatser. Han gennemførte en streng
regnskabsførelse i stiftsmidlernes forvaltning og hævede derved
en uorden, der havde hersket i 18 år, hvori ingen
regnskabsrevision havde fundet sted.
Han holdt dagbog over sin virksomhed
og lod ikke uden stor selvbebrejdelse nogen indgået forespørgsel
henligge ubesvaret dagen over. Den samme udstrakte virksomhed
udfoldede han, efter at han var vendt tilbage til Danmark som
Sjællands biskop. Men i dette sit sidste embede måtte han dog
arbejde under forhold, der var lidet tilfredsstillende for ham.
Han var en praktisk mand med et sundt blik på livet og havde et 
godt greb på at udrede en sag og lægge den således til
rette, at den lod sig gennemføre uden vanskeligheder. Han var
vant til at gribe hurtig ind, og han tålte intet omsvøb. Der var
noget af en jurist i ham, og de fundatser, han har udarbejdet for
stiftelser, der stod under hans tilsyn, vækker endnu beundring og
vidner både om overblik  og fremsyn. Men han følte sig i høj
grad hæmmet af generalkirkeinspektionskollegiet, der på mange
måder indskrænkede biskoppernes selvstændighed.
Han blev selv
optaget i kollegiet, som han siger, «for Skams Skyld», fordi man
ikke godt kunne udelukke Sjællands biskop. Da man roste ham
for den gode orden og skik, han havde gennemført i Akershus
Stift, svarede et af kollegiets medlemmer: «Lad ham kun komme
her, vi skal nok holde ham så varm, at han ikke mange Spring
skal gjøre». Dette lykkedes også. Han stod i kollegiet ene
over for et tætsluttet flertal, der desuden ofte brugte tiden, medens
han var fraværende på visitatsrejser, til at tage beslutninger, som
han ikke kunne godkende, men han havde dog undertiden
indflydelse nok til at kunne omstøde dem, når han vendte tilbage. 

Han omtaler kollegiet med stor bitterhed, og efter Frederik 5.'s
tronbestigelse indsendte han et forslag om dets ophævelse, der
dog ikke blev taget til følge.
Hersleb har holdt dagbog fra sin tidlige ungdom til sine sidste
år. Efter de uddrag, man kender af den, må man have grund
til at forudsætte, at den fortjener at udgives, dersom den ellers
endnu er bevaret.
Zwergius: Siellandske Clerisie S. 381 ff.
Johannes Peder Anchersen og L. Harboe: Tvende Lovtaler over P. Hersleb, ved N. Rønning.
Møller: Theolog. Bibl. V, 146 ff.
Theolog. Tidsskr. for den evangelisk-lutherske Kirke i Norge VIII, 1 ff.
S. M. Gjellerup.

## Eksterne links
- Peder Hersleb på gravsted.dk
- Denne artikel bygger på S. M. Gjellerups Biografi i 1. udgave af Dansk biografisk leksikon, tillige omfattende Norge for tidsrummet 1537-1814, Udgivet af C. F. Bricka, 19 bd, Gyldendal, 1887-1905
- Peder Herslebs Nordens glæde da den stormægtigste Danmarkes og Norges arve-eenevolds heere, kong Friderich den Femte findes via Internet Archive (vælg "All files:HTTP" for den fulde PDF-fil).
- Om Peder Hersleb hos: Roskildehistorie.dk
- Oslo bispedømme, hvor Hersleb virkede 1730-1737. – Den norske Kirke